# 天主教新梅斯托教區
天主教新梅斯托教區（拉丁語：Dioecesis Novae Urbis）是羅馬天主教在斯洛文尼亞的一個教區。屬盧布爾雅那總教區。2006年4月7日升為教區。
2011年，有140,700名教友，估轄區總人口86.1%，有71個堂區、90名司鐸、1名終身執事、22名修士、42名修女。現任教區主教為安德肋·格拉萬。